# Battle vs. Chess
Battle vs. Chess là một phiên bản trò chơi máy tính về môn cờ vua được phát triển bởi hãng Targem Games và Zuxxez Entertainment và xuất bản bởi TopWare Interactive. Game được phát hành vào ngày 17 tháng 5 năm 2011 cho PC (Windows và Mac), PlayStation 3, PlayStation Portable, Nintendo DS, Xbox 360 và Wii ở châu Âu. Phiên bản Mỹ của trò chơi không được phát hành do Interplay Entertainment đâm đơn kiện vì vi phạm nhãn hiệu bởi tiêu đề game giống với tựa game Battle Chess của Interplay. Vụ kiện đã được bồi thẩm đoàn xét xử trong mùa hè năm 2012. Tòa án quận California nhận xử phiên tòa và đưa ra phán quyết sau hai năm kiện tụng, TopWare Interactive đã sa thải luật sư của họ, kết quả là Interplay giành chiến thắng vụ kiện mặc định. Việc hòa giải được thoả thuận vào ngày 15 tháng 11 năm 2012 với điều khoản hòa giải là $ 200,000 cộng thêm lãi suất.